# FK Inter Bratislava
FK Inter Bratislava är en slovakisk fotbollsklubb, som spelar sina hemmamatcher i Bratislava.
Klubben gick samman med  FK Senica den 18 juni 2009. Spelare i FK Inter Bratislava fick flytta till andra klubbar. Säsongen 2010/2011 hade laget börjat om i femtedivsiionen, säsongen därpå i fjärdedivisionen.

## Historik
Klubben bildades 1940 av Apollo raffinaderiet, vilket senare bytte namn till Slovnaft. Inter blev en av Tjeckoslovakiens starkare klubbar. 1976 hade klubben med en spelare med i det tjeckoslovakiska landslag som vann Europamästerskapet i dåvarande Jugoslavien, Ladislav Jurkemik. Säsongen 2000/2001 tog laget hem den slovakiska "dubbeln".

### Tidslinje
- 1940 - Bildad som ŠK Apollo Bratislava
- 1945 - Omdöpt till TKNB Bratislava
- 1948 - Omdöpt till Sokol SNB Bratislava
- 1952 - Omdöpt till TJ Cervena Hviezda Bratislava (Röda stjärnan)
- 1959 - Kvalificerade för europeiskt cupspel för första gången, Europacupen 1959/1960
- 1962 - Sammanslagning med TJ Iskra Slovnaft Bratislava och TJ Slovnaft Bratislava
- 1965 - Omdöpt till TJ Internacionál Slovnaft Bratislava
- 1986 - Sammanslagning med TJ ZTS Petrzalka och TJ Internacional Slovnaft ZTS Bratislava
- 1991 - Omdöpt till AŠK Inter Slovnaft Bratislava
- 2004 - Omdöpt till FK Inter Bratislava

## Arenor

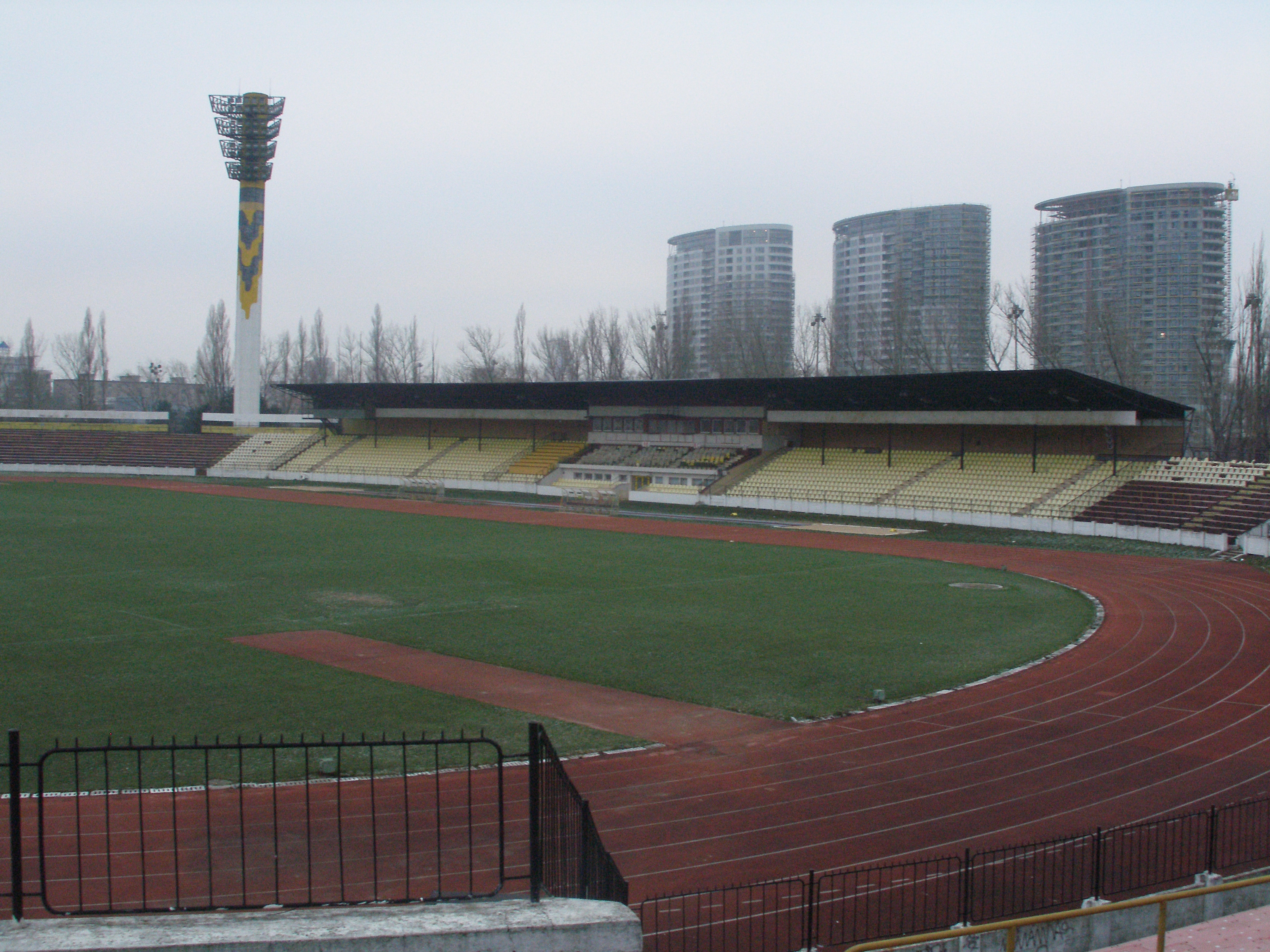
Štadión Pasienky i Bratislava

Hemmaplan är Velký Strahovský-stadion i Bratislava.

## Meriter
- Slovakiska ligan
  - Etta (2): 2000, 2001

- Slovenský Pohár (Slovakiska cupen)
  - Etta (6): 1984, 1988, 1990, 1995, 2000, 2001

- Tjeckoslovakiska ligan (1945 - 1992)
  - Etta (1): 1959

- International Football Cup
  - Etta (2): 1963, 1964